# Eugène Péclet
Jean Claude Eugène Péclet (Besançon, 10 février 1793 - Paris, 6 décembre 1857) est un physicien français.

## Biographie
Eugène Péclet fait des études secondaires au lycée de Besançon, où Claude Pouillet, de trois ans son aîné, est également élève, puis à Paris au lycée impérial. Il fait ensuite de 1812 à 1814 des études supérieures scientifiques au Pensionnat normal, où il a comme répétiteur de physique Antoine Thillaye puis Claude Pouillet, et à la faculté des sciences de Paris où il suit les cours de physique de Gay-Lussac et de chimie de Thénard et obtient les licences ès sciences mathématiques et ès sciences physiques. Il est en 1814-1815 élève répétiteur de physique et de chimie, aux côtés des répétiteurs Claude Pouillet et Pierre Louis Dulong.
Il est nommé en 1815 professeur de physique au collège royal de Marseille, actuel lycée Thiers. Il est également chargé en 1820 des cours publics municipaux de physique et de chimie appliquées aux arts qui sont très suivis. Il reste à Marseille jusqu'en 1828, année de sa nomination comme maître de conférences de physique à l'école préparatoire près le collège royal de Louis-le-Grand (puis École normale), succédant à l'abbé Pinault. Professeur à l'Athénée royal, il participe également à cette époque, avec Jean-Baptiste Dumas et Théodore Olivier, à la fondation de l'École centrale des arts et manufactures où il professa la physique générale et la physique industrielle et vice-présida le conseil des études. En 1838, il est nommé inspecteur de l'académie de Paris, Joseph Cazalis lui succédant à l'École normale, puis, en 1840, inspecteur général des études.
C'est le beau-frère de Gaspard-Gustave Coriolis : Péclet a épousé sa sœur Cécile.
Son nom a été donné à un nombre en thermique (nombre de Péclet).
Une rue du 15e arrondissement de Paris porte son nom ainsi que quatre autre rues à Anzin et Valenciennes (Nord), Besançon (Doubs), sa ville natale et Narbonne (Aude).

## Publications
- Traité de l'éclairage, 1827 (Lire en ligne)
- Traité élémentaire de physique, 1838, 3 tomes (Lire en ligne)
- Instruction sur l'assainissement des écoles primaires et des salles d'asile, 1846 (Lire en ligne)
- Nouveaux documents relatifs au chauffage et à la ventilation des établissements publics, 1853 (Lire en ligne)
- Traité de la chaleur considérée dans ses applications, 1878, 3 tomes (Lire en ligne)
- Traité élémentaire de physique